# Anisobas diminutus
Anisobas diminutus là một loài tò vò trong họ Ichneumonidae.